# Campagnolo
Campagnolo is een Italiaanse fabrikant van fietsonderdelen, met hoofdzetel in Vicenza, Italië. Het bedrijf werd in 1933 opgericht door Tullio Campagnolo. Campagnolo staat bekend als een van de meest prestigieuze fabrikanten van fietsonderdelen.
Campagnolo produceert vooral de zogenaamde groep. Dit zijn alle bewegende delen aan een fiets: naven of wielassen, cassette, ketting, derailleurs, crankstel, trapas, pedalen, remmen, rem/versnellings-schakelaars ("Ergopower") en balhoofdstel. Campagnolo produceert uitsluitend nog groepen voor racefietsen. Daarnaast brengt Campagnolo ook wielen voor racefietsen en wielerkleding op de markt en produceert het ook voor zijn groepen speciaal ontworpen fietscomputers. Tevens maakt Campagnolo nog de Pista-groep, specifiek voor baanwielrennen. Deze bestaat uitsluitend uit de wielnaven, crankstel met bladen en trapas, vaste krans voor het achterwiel en het balhoofdstel.
Zijn grootste concurrent in de productie van groepen voor racefietsen is het Japanse Shimano, aanvankelijk bekender vanwege hun sportvishengelmolens. Shimano produceert, in tegenstelling tot Campagnolo, ook groepen voor mountainbikes en gewone fietsen. Campagnolo is in 1995 gestopt met de productie van mountainbike-onderdelen. Verder ondervindt het bedrijf ook concurrentie van het relatief nieuwe Amerikaanse merk SRAM, zowel voor racefietsen als mountainbikes. Concurrenten uit het verleden zoals SunTour en Mavic hebben de focus verlegd en opereren nu in andere segmenten.

## Tour de France
Verschillende winnaars van de Tour de France hebben fietsonderdelen van Campagnolo gebruikt:
- Fausto Coppi (1952)
- Jan Janssen (1968)
- Eddy Merckx (1969, 1970, 1971, 1972, 1974)
- Luis Ocaña (1973)
- Lucien Van Impe (1976)
- Bernard Hinault (1978, 1979, 1981, 1982, 1985)
- Joop Zoetemelk (1980)
- Laurent Fignon (1983,1984)
- Greg LeMond (1986, 1990)
- Stephen Roche (1987)
- Pedro Delgado (1988)
- Miguel Indurain (1991, 1992, 1993, 1994, 1995)
- Bjarne Riis (1996)
- Jan Ullrich (1997)
- Marco Pantani (1998)
- Óscar Pereiro (2006)
- Vincenzo Nibali (2014)
- Tadej Pogačar (2020, 2021)

## Geschiedenis
- 1901: Tullio Campagnolo wordt geboren op 26 augustus in Vicenza, Italië.
- 1922: Tullio Campagnolo begint zijn professionele wielercarrière.
- 1930: Campagnolo vraagt een patent aan voor zijn naaf met snelsluiter (quick release).
- 1933: Na het fabriceren van onderdelen in de achterkamer van zijn vaders ijzerwarenwinkel start Tullio met Campagnolo. Het eerste product is de naaf met snelsluiter.
- 1940: Tullio neemt zijn eerste voltijdsmedewerker in dienst. De eerste derailleur komt in productie. Deze stelt de wielrenners in staat van versnelling te wisselen zonder het wiel te moeten verwijderen. Alle onderdelen van deze derailleur zijn met de hand gemaakt, wat veel investering van werk en tijd vergt.
- 1949: In Milaan showt Campagnolo een van de eerste parallellogram achterderailleurs: de Gran Sport.
- 1951: De definitieve versie van de Gran Sport komt op de markt, bediend door één kabel.
- 1956: Campagnolo komt op de markt met zijn eerste voorderailleur.
- 1963: De Record achterderailleur uit gechromeerd brons wordt geïntroduceerd.
- 1966: De Nuovo Record achterderailleur wordt geïntroduceerd. Deze derailleur werd gebruikt door Eddy Merckx tijdens zijn eerste vier overwinningen in de Ronde van Frankrijk.
- 1973: De Super Record Weg en Piste groepen worden geïntroduceerd. Deze groep zal gekend zijn als de beste groep op de markt tot de introductie van geïntegreerd schakelen in 1984.
- 1983: Tullio Campagnolo sterft op 3 februari.
- 1985: Campagnolo creëert de Delta remmen, een uniek type remmen. Een unieke parallellogram link realiseert het remmen.
- 1987: Het laatste jaar dat de Super Record-groep geproduceerd werd.
- 1989: Campagnolo komt op de markt met zijn eerste mountainbikegroep. Ze stopte echter met de productie hiervan omdat ze de concurrentie met Shimano en SunTour niet aankon. Campagnolo stopt met de productie van mountainbikegroepen in 1994.
- 1992: Campagnolo introduceert de Ergo Power-schakelaars. Deze combineren de bediening van schakelen en remmen in één schakelapparaat. Ze brachten deze op de markt als antwoord op de STI-schakelaars van Shimano.
- 1993: Campagnolo stopt met de productie van de Deltaremmen.
- 1995: Campagnolo beeldt voor het eerst ook de groepsnaam af op de componenten. Voordien werd enkel Campagnolo afgebeeld.
- 1997: Introductie van 9-speed. Dit wil zeggen 9 tandwielen op het achterste wiel. Voordien waren dit er 8.
- 1998: Introductie van de volgende generatie Ergo Power-schakelaars en het laatste jaar dat de Athenagroep geproduceerd werd.
- 1999: Campagnolo komt op de markt met de Record Carbon Ergo Power-schakelaars.
- 2000: Introductie van 10-speed. Dus 10 tandwielen op het achterwiel.
- 2004: Campagnolo komt op de markt met een carbon crankstel voor de Record- en Chorusgroep.
- 2005: Introductie van 10-speed Centaur- en Chorusschakelaars voor racefietsen met een recht stuur (zoals dat van een mountainbike).
- 2008: Introductie van 11-speed Super Record, 11-speed Record en 11-speed Chorus. De Xenon en Mirage groep gaan geleidelijk aan verdwijnen.
- 2009: Introductie van 11-speed Athena.[1]
- 2012: Introductie van elektronisch schakelen op de modellen Record EPS en Super Record EPS (11V)

## Producten
Campagnolo produceert zijn groepen in verschillende prijs-kwaliteitklassen, elk met een aparte naam.
Campagnolo produceert de volgende groepen:
- Super Record (carbon crankstel / Ultra Torque or Over Torque / Skeleton)
- Record (carbon crankstel / Ultra Torque / Skeleton)
- Chorus (carbon/ crankstel / Ultra Torque / Skeleton)
- Athena (carbon crankstel of aluminium crankstel / Ultra Torque / Skeleton)
- Centaur (aluminium crankstel / Power Torque / Skeleton)
- Veloce (aluminium crankstel / Power Torque / Skeleton)
- Mirage (aluminium crankstel / Ultra Torque)
- Xenon

Vanaf 2007 zijn alle Campagnologroepen beschikbaar in een 10-speedversie. Voordien waren enkel de Record, Chorus, Centaur en Veloce verkrijgbaar in een 10-speedversie. Nieuw voor 2007 zijn de Ultra Torque-cranksets, de Skeletonremhoeven en het Quickshiftmechanisme. Vanaf 2008 zijn Athena, Chorus, Record en Super Record alleen leverbaar in 11-speed.
Vanaf 2012 zijn de Record, Super Record en Athena groepen leverbaar als EPS (Electronic Precision Shifting).
In 2014 zijn de EPS groepen en mechanische groepen vernieuwd met nieuwe 4 armige crankstellen met vernieuwde derailleurs. Ook is Athena EPS vervangen door Chorus EPS.
10-speedcomponenten zijn in het algemeen compatibel met andere producten in de productielijn van Campagnolo. Bijvoorbeeld Chorusschakelaars kunnen gebruikt worden met een Centaur- of Veloce-achterderailleur. Enkel cranksets en trapassen zijn onderling niet uitwisselbaar. Record- en Choruscranksets kunnen enkel gebruikt worden met Record- en Chorustrapassen. Veloce-, Mirage- en Xenoncranksets en -trapassen zijn allemaal wel compatibel met elkaar. Ditzelfde geldt bij 11 speed groepen.